# Maison Hristić-Mijušković
La maison Hristić-Mijušković (en serbe cyrillique : Кућа породице Христић-Мијушковић ; en serbe latin : Kuća porodice Hristić-Mijušković) est située à Belgrade, la capitale de la Serbie, dans la municipalité urbaine de Stari grad. Construite en 1930, elle est inscrite sur la liste des monuments culturels protégés de la République de Serbie (identifiant no SK 1614) et sur la liste des biens culturels de la Ville de Belgrade.

## Présentation
La maison Hristić-Mijušković, située 3 rue Dobračina, a été construite en 1930 selon des plans de l'ingénieur Mijušković. Le terrain sur lequel fut construite la bâtisse appartenait à Filip Hristić, diplomate, ministre des Affaires étrangères, qui fut, plus tard, ministre de l'Éducation dans le gouvernement du prince Miloš Obrenović. Aujourd'hui encore, la maison est habitée par les descendants de Hristić.
La maison a été conçue comme un bâtiment d'un étage, là où se trouvait un bâtiment réduit à un rez-de-chaussée ; elle était pensée à l'origine comme une maison relevant de l'architecture académique, avec une organisation symétrique.
Avec ses meubles et ses archives familiales, la maison représente une résidence caractéristique de son temps et témoigne de l'atmosphère de la rue Dobračina à l'époque de sa construction.